# 拖龙山站
拖龙山站是徐州地铁2号线的地铁站，位于中华人民共和国江苏省徐州市云龙区昆仑大道与兴龙路交叉口，于2020年11月28日开通。

## 车站结构
拖龙山站沿昆仑大道东西设置，为地下二层岛式站台车站，车站长288米，标准段宽21.7米，车站地下一层为站厅层，地下二层为站台层，站台设置全高站台门。车站东侧设有一条单渡线。
| 地面              | 出入口 | 1、2、4出入口                                                                                                 |
| 地下一层          | 站厅   | 客服中心、自动售票机、验票机                                                                                  |
| 地下二层          | 站台   | \| \| \| █ 2号线往客运北站（百果园） \| \| 島式 · 開左邊车门 \| \| \| \| \| \| █ 2号线往新城区东（大龙湖） \| |
|                   |        | █ 2号线往客运北站（百果园）                                                                                   |
| 島式 · 開左邊车门 |        | |
|                   |        | █ 2号线往新城区东（大龙湖）                                                                                   |

## 车站出口
百果园站目前开放3个出入口，各出口及周围设施如下所示：
| 出口编号            | 照片 | 出口指示         | 建议前往的目的地 |
| ------------------- | ---- | ---------------- | ---------------- |
| 1 · 出口 · （设有） |      | 昆仑大道（南侧） | 淮海控股集团     |
| 2 · 出口            |      | 昆仑大道（南侧） | 新能源汽车产业园 |
| 4 · 出口            |      | 昆仑大道（北侧） | 盛世孔雀城       |
| 图例： 设有         |      |                  |                  |

## 接驳交通

### 公交车
- 拖龙山地铁站：78路，91路，91路夜，92路，93路，95路，603路

## 车站历史
本站工程名为文博园站，正式站名为拖龙山站，以车站临近的拖龙山命名。
- 2017年10月8日，车站主体结构封顶[2]。
- 2020年11月28日，车站随2号线一期通车开通[1]。